# IC 5248
IC 5248 је ознака објекта на координатама са ректансцензијом 22h 44m 42,7s и деклинацијом - 0° 20" 32'. Открио га је Гијом Бигурдан, 6. децембра 1888. Каснијим посматрањима на том положају није уочен никакав астрономски објекат.